# Silnice II/159
Silnice II/159 je silnice II. třídy v Jihočeském kraji, spojující okres Písek a okres Tábor přes severní okraj okresu České Budějovice. Do roku 1997 se jednalo o počáteční úsek silnice I/23 a jako č. 159 byla značena dnešní silnice I/39.

## Trasa silnice

### Jihočeský kraj

#### Okres Písek
- odbočení z I/20 u Nového Dvora
  - návaznost na směr Písek
- Tálín
- Paseky
- Albrechtice nad Vltavou (křížení s II/138)
- Újezd

#### Okres České Budějovice
- Neznašov
- Týn nad Vltavou (křížení s II/105 a II/122)
  - ul. Písecká
  - začátek peáže II/105 a II/122 (ul. Budějovická)
  - most přes Vltavu
  - odbočení II/147
  - konec peáže II/105
- konec peáže II/122
- odbočka Smilovice

#### Okres Tábor
- Březnice
- Hodětín (odbočení II/137)
- Komárov
- Svinky (začátek peáže II/135)
- Vlastiboř
- Záluží (konec peáže II/135)
- Dráchov
- napojení na I/3 (resp. II/603, směr Veselí n. Luž.)
  - návaznost I/23, exit 100 na D3

Mezi Pasekami a Albrechticemi nad Vltavou vede silnice skrz Přírodní park Písecké hory. Mezi Hodětínem a Komárovem vede krátce po okraji Přírodního parku Černická obora. V okrese Tábor vede oblastí Soběslavských Blat.

## Vodstvo na trase
U Tálína vede po břehu Tálínského rybníka a pak přes Tálínský potok. Od Újezda po Týn vede po levém břehu Vltavy (počátek vzdutí Orlické přehrady), u Neznašova vede proti ústí Lužnice do Vltavy. V Týně překračuje Vltavu. Mezi Týnem a Březnicí vede přes Židovu strouhu a v Březnici přes Blatecký potok. Mezi Hodětínem a Komárovem vede přes Blatskou stoku. Ve Vlastiboři překračuje Bechyňský potok. U Dráchova vede přes Lužnici.